# Polystichum stenophyllum
Polystichum stenophyllum är en träjonväxtart som beskrevs av Christ. Polystichum stenophyllum ingår i släktet Polystichum och familjen Dryopteridaceae. Inga underarter finns listade.